# 达姆科勒数
达姆科勒数（Damköhler number，Da）为一无量纲量，用于描述同一系统中化学反应相比其它现象的相对时间尺度，其命名是为纪念德国化学家格哈爾特·達姆科勒(1908–1944)。
根据系统的不同，达姆科勒数有不同的定义。
对于一个n阶反应来说，Da通常定义为：
{\displaystyle Da=kC_{0}^{\ n-1}t}
其物理意义为无量纲反应时间，其中：
- k ：  化学动力学常数
- C0 ： 初始浓度
- n ：  反应阶数
- t ：  停留时间/反应时间

对于连续或半连续反应器中，达姆科勒数的通常定义为：
{\displaystyle Da={\dfrac {\mbox{reaction rate}}{\mbox{convective mass transport rate}}}}
或
{\displaystyle Da={\dfrac {\mbox{characteristic fluid time}}{\mbox{characteristic chemical reaction time}}}}

在连续反应器中，Da为
{\displaystyle Da={\frac {k_{c}C_{0}^{n}}{C_{0}/\tau }}=k_{c}C_{0}^{(n-1)}\tau }

其中{\displaystyle \tau } 为残留时间 或 空间时间。

在包含界面传质的反应系统中，达姆科勒数(DaII)的定义为：化学反应速率与传质速率之比，即：
{\displaystyle Da_{\mathrm {II} }={\frac {kC_{0}^{n-1}}{k_{g}a}}}
其中：
- {\displaystyle k_{g}}： 总传质系数

- {\displaystyle a} ：界面面积